# Cartierul Ioșia-Nord din Oradea

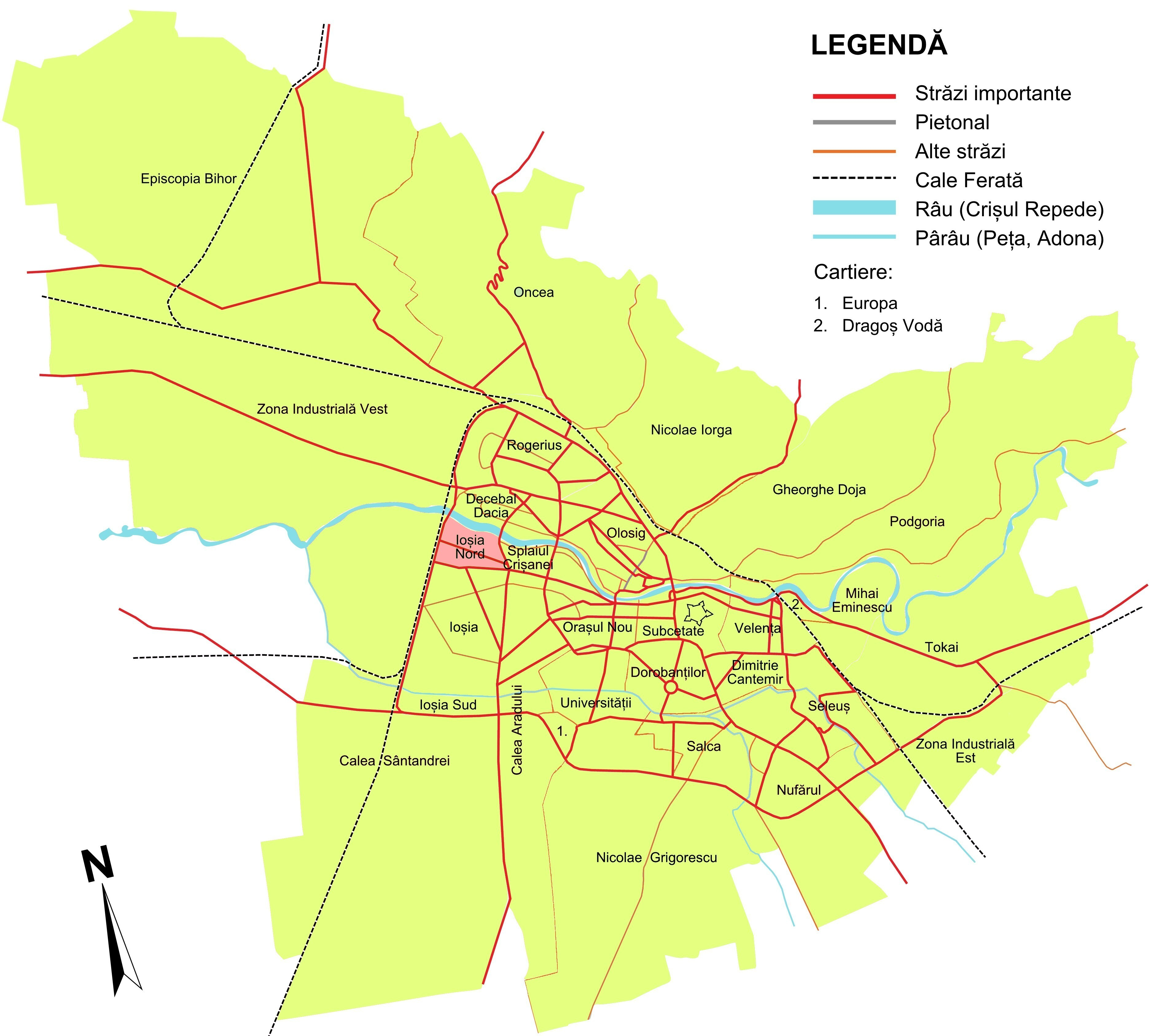
Poziția cartierului Ioșia-Nord în Oradea

Ioșia-Nord este un cartier în Oradea, România, denumit astfel pentru că este o extensie modernă a cartierului Ioșia.
Cartierul Ioșia este situat în partea de sud-vest a orașului.
Aici se află sala polivalentă „Antonio Alexe”, Casa Tineretului, ștrandul Ioșia-Nord cu apă termală.

 Acest articol despre o localitate din județul Bihor este deocamdată un ciot. Puteți ajuta Wikipedia prin completarea lui.